# You Could Have It So Much Better
You Could Have It So Much Better ist das zweite Studioalbum der britischen Band Franz Ferdinand, das im September 2005 erschien.

## Entstehung und Veröffentlichung
Die Erstveröffentlichung von You Could Have It So Much Better erfolgte am 28. September 2005 bei Domino Records. Das Album erschien in seiner Originalausführung als CD und Download mit 13 Titeln (Katalognummer: WIGCD161). In Japan erschien das Album zum Verkaufsstart mit den Bonusttieln Fabulously Lazy und Your Diary (Katalognummer: EICP 555). Zum Veröffentlichungszeitraum erschien auch eine limitierte Ausgabe mit Bonus-DVD (Katalognummer: WIGCD161X).
Geschrieben und produziert wurden alle Lieder gemeinsam von den Franz-Ferdinand-Mitgliedern Robert Hardy, Alex Kapranos, Nick McCarthy und Paul Thomson. Bei der Produktion erhielt die Band Unterstützung durch Rich Costey.

## Albumtitel
Vor dem Erscheinen des Albums wurde in der Band überlegt, das Album einfach „Franz Ferdinand“ zu nennen, wie das Debüt der Band aus dem Jahr 2004. So erklärte Sänger Alex Kapranos:

“The whole point is that the album doesn’t have a title. We decided quite a while ago, that we didn’t want to give any of the albums titles, they were just going to be called 'Franz Ferdinand'. The albums are going to be identified by their colour schemes rather than a title. The contrast of different colours creates a different mood. We experimented with different combinations of colours and this one stuck.”

„Der Punkt ist, dass das Album keinen Titel hat. Wir haben schon vor einer ganzen Weile entschieden, unseren Alben keine Titel mehr zu geben, sie werden alle einfach 'Franz Ferdinand' heißen. Die Alben werden eher an ihren Farbschemen als an ihrem Titel erkannt. Der Kontrast verschiedener Farben erzeugt eine andere Stimmung. Wir haben mit verschiedenen Farbkombinationen experimentiert, und diese hat einfach gepasst.“

Am 1. August, also knapp zwei Monate vor seinem Erscheinen, änderte die Band ihre Meinung und entschied sich, dem Album doch einen Namen zu geben. Zuerst dachte sie an den Namen „Outsiders“, schließlich entschied sie sich für „You Could Have It So Much Better ... (with Franz Ferdinand)“.
Paul Thompson erklärte:

“I was thinking something similar, but that 'You Could Have It So Much Better' would have been even greater. We talked about how we liked that idea a lot and that it was a real shame that the album wasn't going to have a title. Then we started laughing when we realised that the album hadn't been manufactured yet and we could change it after all.”

„Ich dachte an etwas Ähnliches, aber dieses 'You Could Have It So Much Better' war noch besser. Wir redeten darüber, wie gut diese Idee eigentlich war und wie schade, dass unser Album keinen Titel haben würde. Dann fingen wir an zu lachen, als wir kapierten, dass das Album ja noch gar nicht hergestellt war und wir es doch noch ändern konnten.“

## Stil
Im Gegensatz zum selbstbetitelten Debütalbum sind auf You Could Have It So Much Better weniger künstliche und Synthesizer-Klänge zu hören. Stattdessen dominiert härterer Gitarrensound. Stilistisch besonders auffällig ist das Lied Eleanor Put Your Boots On, bei dem der Gesang dem Gesangsstil der Beatles deutlich ähnelt und die Begleitung sehr stark vom Klavier und einer relativ unverzerrten Gitarre dominiert ist. Bei Fade Together handelt es sich um die erste Ballade von Franz Ferdinand.

## Titelliste
1. The Fallen (3:42)
2. Do You Want To? (3:35)
3. This Boy (2:22)
4. Walk Away (3:36)
5. Evil and a Heathen (2:06)
6. You’re the Reason I’m Leaving (2:47)
7. Eleanor Put Your Boots On (2:50)
8. Well That Was Easy (3:02)
9. What You Meant (3:25)
10. I’m Your Villain (4:04)
11. You Could Have It So Much Better (2:42)
12. Fade Together (3:03)
13. Outsiders (4:03)

## Kommerzieller Erfolg

### Chartplatzierungen
You Could Have It So Much Better avancierte zum Nummer-eins-Erfolg im Vereinigten Königreich.
| ChartsChartplatzierungen       | Höchstplatzierung | Wochen |
| ------------------------------ | ----------------- | ------ |
| Deutschland (GfK)              | 2 (24 Wo.)        | 24     |
| Österreich (Ö3)                | 5 (18 Wo.)        | 18     |
| Schweiz (IFPI)                 | 4 (14 Wo.)        | 14     |
| Vereinigte Staaten (Billboard) | 8 (16 Wo.)        | 16     |
| Vereinigtes Königreich (OCC)   | 1 (25 Wo.)        | 25     |

| ChartsJahrescharts (2005)    | Platzierung |
| ---------------------------- | ----------- |
| Deutschland (GfK)            | 94          |
| Schweiz (IFPI)               | 79          |
| Vereinigtes Königreich (OCC) | 50          |

### Auszeichnungen für Musikverkäufe
| Land/Region                  | Auszeichnungen für Musikverkäufe (Land/Region, Auszeichnung, Verkäufe) | Verkäufe  |
| ---------------------------- | ---------------------------------------------------------------------- | --------- |
| Australien (ARIA)            | Gold                                                                   | 35.000    |
| Belgien (BRMA)               | Gold                                                                   | 25.000    |
| Deutschland (BVMI)           | Gold                                                                   | 100.000   |
| Japan (RIAJ)                 | Gold                                                                   | 100.000   |
| Kanada (MC)                  | Gold                                                                   | 50.000    |
| Neuseeland (RMNZ)            | Gold                                                                   | 7.500     |
| Schweiz (IFPI)               | Gold                                                                   | 15.000    |
| Vereinigte Staaten (RIAA)    | Gold                                                                   | 500.000   |
| Vereinigtes Königreich (BPI) | Platin                                                                 | 300.000   |
| Insgesamt                    | 8× Gold · 1× Platin ·                                                  | 1.132.500 |